# Яснотка
Ясно́тка (лат. Lámium) — род травянистых растений семейства Яснотковые (Lamiaceae), или Губоцветные (Labiatae); типовой род этого семейства.

## Ботаническое описание
Одно-, дву- или многолетние травы.
Стебель лежачий, сильно ветвящийся, укореняющийся в узлах. Листья зубчатые тёмно-зелёные, с серебристым пятном вдоль центральной жилки.
Цветки белые, розовые или пурпурные, в ложных мутовках, в пазухах верхних листьев.
Плод — ценобий: дробный плод, состоящий из четырёх орешковидных трёхгранных частей (эремов).

## Распространение и экология
Представители рода произрастают в Европе, внетропической Азии и Северной Африке.
Предпочитает прохладные тенистые места, плодородные почвы и хорошее увлажнение. Однако легко переносит засушливые периоды и быстро восстанавливает декоративность.
Размножается укоренёнными отрезками побегов в конце лета.

## Значение и применение
Некоторые виды культивируются как декоративное растение, используются в качестве почвопокровных растений на тенистых участках. Большинство видов — нетребовательные, жизнестойкие растения. Предпочитают прохладные тенистые места, плодородные почвы и хорошее увлажнение. Однако легко переносят засушливые периоды и быстро восстанавливают декоративность.
Выведены сорта с белёсой листовой пластинкой, с серебристо-жёлтым узором на листьях, которые по сравнению с обычной окраской листьев нуждаются в более светлом местоположении.

## Классификация

### Таксономия
Lamium L., 1753, Sp. Pl. : 579
В некоторых классификациях род Яснотка, как и ещё более пятидесяти родов, относится к подсемейству Яснотковые (Lamioideae) семейства Яснотковые (Lamiaceae). По современной классификации указанное подсемейство в качестве самостоятельного не выделяется.
Род Яснотка относится к семейству Яснотковые (Lamiaceae) порядка Ясноткоцветные (Lamiales), который последовательно входит в вышестоящие клады Ламииды → Астериды → Суперастериды → Эвдикоты → Цветковые растения. Таксономическая схема в соответствии с Системой APG IV по состоянию на декабрь 2023 года:
|  |                          |  |                                   |                                   |                      |  | еще 23 семейства |               |               |                                                             |
|  |                          |  |                                   |                                   |                      |  |                  |               |               | 30 подтвержденных видов и 16 видов, ожидающих подтверждения |
|  |                          |  |                                   | порядок Ясноткоцветные            |                      |  |                  |               | род Яснотка   |                                                             |
|  |                          |  |                                   | порядок Ясноткоцветные            |                      |  |                  |               | род Яснотка   |                                                             |
|  | клада Цветковые растения |  |                                   |                                   | семейство Яснотковые |  |                  |               |               |                                                             |
|  | клада Цветковые растения |  |                                   |                                   |                      |  |                  |               |               |                                                             |
|  |                          |  | ещё 63 порядка цветковых растений | ещё 63 порядка цветковых растений |                      |  |                  | еще 267 родов | еще 267 родов |                                                             |
|  |                          |  |                                   | ещё 63 порядка цветковых растений |                      |  |                  |               | еще 267 родов |                                                             |

### Виды
- Lamium album L. — Яснотка белая, или Глухая крапива
- Lamium amplexicaule L. — Яснотка стеблеобъемлющая
- Lamium bakhtiaricum Jamzad
- Lamium bifidum Cirillo
- Lamium caucasicum Grossh. — Яснотка кавказская
- Lamium confertum Fr.
- Lamium cyrneum Paradis
- Lamium demirizii A.P.Khokhr.
- Lamium eriocephalum Benth.
- Lamium flexuosum Ten.
- Lamium galactophyllum Boiss. & Reut. ex Boiss.
- Lamium galeobdolon (L.) L.
  - Lamium galeobdolon subsp. galeobdolon  (L.) L. — Яснотка зеленчуковая, или Яснотка жёлтая
- Lamium garganicum L. — Яснотка гарганская
- Lamium gevorense (Gómez Hern.) Gómez Hern. & A.Pujadas
- Lamium glaberrimum (K.Koch) Taliev — Яснотка голая
- Lamium macrodon Boiss. & A.Huet
- Lamium maculatum (L.) L. — Яснотка крапчатая, или Яснотка пятнистая
- Lamium moschatum Mill.
- Lamium multifidum L.
- Lamium orientale (Fisch. & C.A.Mey.) E.H.L.Krause — Яснотка восточная
- Lamium orvala L.
- Lamium persepolitanum (Boiss.) Jamzad
- Lamium purpureum L. typus[5] — Яснотка пурпурная, или Яснотка пурпуровая
- Lamium taiwanense S.S.Ying — Яснотка тайваньская
- Lamium tomentosum Willd.
- Lamium tschorochense A.P.Khokhr.
- Lamium vreemanii A.P.Khokhr.
- Lamium × coutinhoi Garcia
- Lamium × holsaticum Prahl
- Lamium × schrocteri Gams